# Pseudosparianthis antiguensis
Pseudosparianthis antiguensis is een spinnensoort in de taxonomische indeling van de jachtkrabspinnen (Sparassidae).
Het dier behoort tot het geslacht Pseudosparianthis. De wetenschappelijke naam van de soort werd voor het eerst geldig gepubliceerd in 1923 door Elizabeth Bangs Bryant.